# Вписане і зовнівписане в трикутник кола

Трикутник (чорний) з вписаним колом (синім), інцентр (I), зовнівписаними колами (помаранчеві), ексцентри (J_{A},J_{B},J_{C}), внутрішні бісектриси (червоні) і зовнішні бісектриси (зелені)

Вписане в трикутник коло — коло всередині трикутника, що дотикається до всіх його сторін; найбільше коло, яке може перебувати всередині трикутника. Центр цього кола є точкою перетину бісектрис трикутника і називається інцентром трикутника.
Зовнівписане коло трикутника — коло, що лежить поза трикутником і дотикається до одної сторони трикутника і продовження двох інших сторін. Будь-який трикутник має три різні позаписанних кола, кожна з яких стосується своєї сторони трикутника. Центром позаписанних кіл є перетин бісектриси одного внутрішнього кута і бісектрис двох інших зовнішніх кутів. Оскільки бісектриса внутрішнього кута перпендикулярна бісектрисі зовнішнього кута, центр вписаного кола разом з трьома центрами позаписанних кіл утворюють ортоцентричну систему.
Не всі багатокутники з числом сторін більше трьох мають вписане коло. Ті, які мають, називаються тангенціальними.